# Ken (unidad de longitud)

Un butsuden Zen de 5 ken de ancho

El ken (間?) es una unidad tradicional japonesa de longitud, equivalente a seis pies japoneses (shaku). El valor exacto ha variado con el tiempo y la ubicación, pero en general es un poco más corto de 2 metros (6,6 pies). En la actualidad está estandarizado como 1,809 (1 9/11) metros. Es la sexagésima parte de un chō y se subdivide en 6 shaku.
Aunque ha sido mayormente suplantado por el sistema métrico, esta unidad es una medida común en la arquitectura japonesa, donde se utiliza como una proporción de los intervalos entre los pilares de edificios de estilo tradicional. En este contexto, se traduce comúnmente como "bahía". La longitud también aparece en otros contextos, como la longitud estándar del bastón bō en las artes marciales japonesas y las dimensiones estándar de los tatami. A medida que estos se utilizan para cubrir el suelo de la mayoría de las casas japonesas, las superficies de los pisos se miden en metros cuadrados sino en "tatami", que son equivalentes a la mitad de un cuadrado ken.

## Palabra

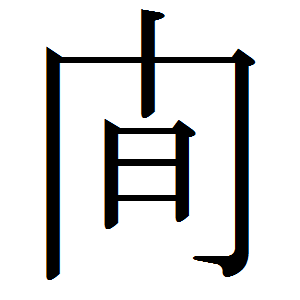
ryakuji "carácter abreviado" para 間.

Tanto ken y ma se derivan de las lecturas del mismo carácter 間.
Este kanji combina gráficamente 門 "puerta" y 日 "sol". El carácter variante anterior 閒 fue escrito con 月 "luna" en lugar de "sol", que representa "Una puerta 門 través de la grieta de la que se asoma 月 a la luz de la luna".
Las diversas pronunciaciones japonesas de 間 incluyen lecturas on'yomi (de jian 間 o 间 "habitación; entre; brecha; intervalo") del kan "intervalo; espacio, entre, discordia, oportunidad favorable" o ken "seis pies"; y las lecturas kun'yomi de ai "intervalo; entre; medio; cruzados", aida o awai "espacio; intervalo; brecha; entre; a medio camino; por el camino; distancia; tiempo; período; relación", o ma "espacio; sala; intervalo; pausa; resto (en música); tiempo; ocio; suerte; armonía".

## Historia

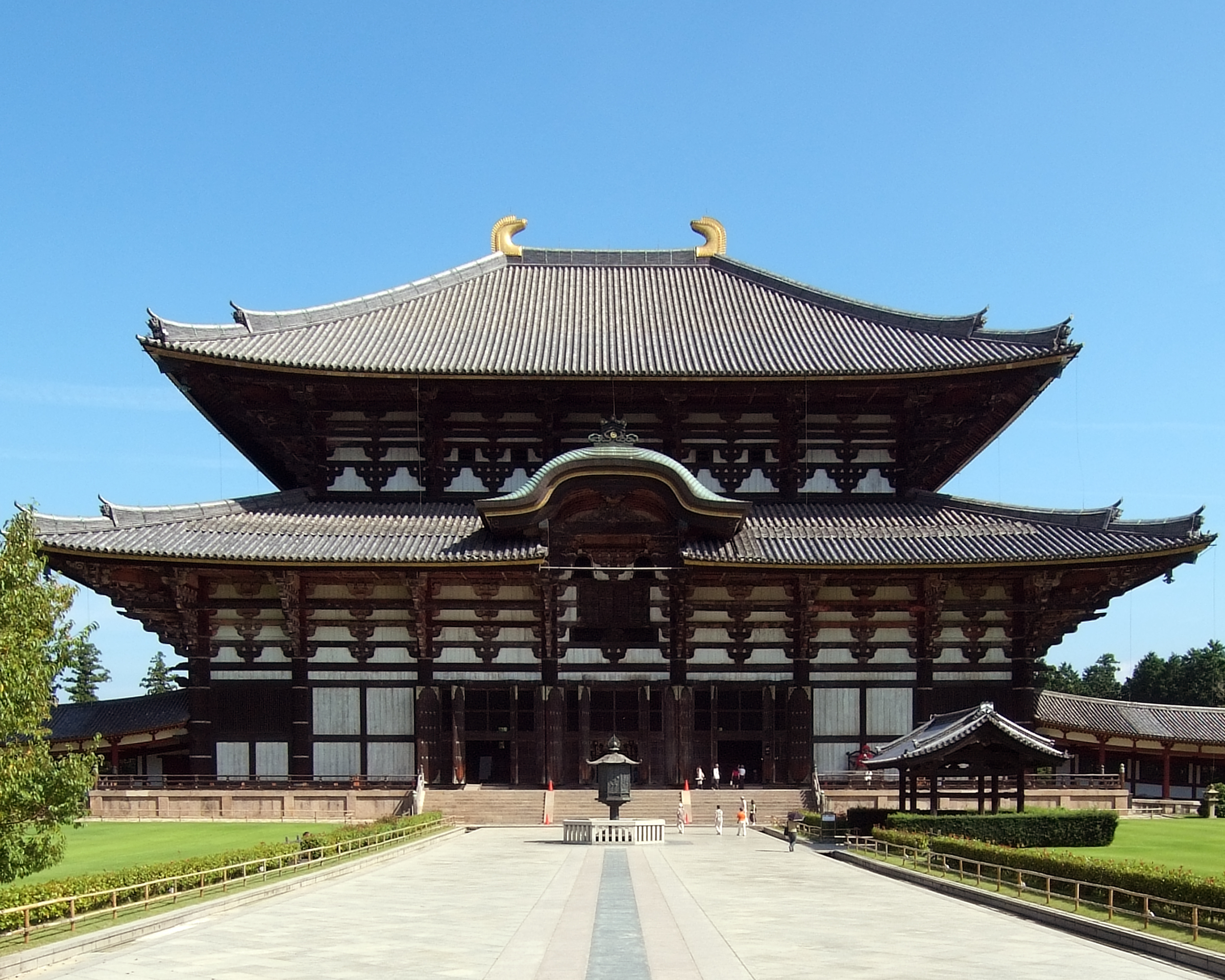
la fachada del Kon-dō de Tōdai-ji es de 7 ken

A diferencia de la mayoría de las unidades japonesas, el ken no se basa en una unidad de medida china, sino que es un desarrollo local.
Las proporciones de un edificio eran (y, hasta cierto punto, siguen siendo) medidas en ken, como por ejemplo en el caso del Konponchū-dō de Enryaku-ji (Salón Principal), que mide 11 × 6 bahías (37,60 m × 23,92 m) , de los cuales 11 × 4 están dedicados a los adoradores. Dentro de los edificios, el espacio disponible se divide a menudo en las plazas de medición de un ken de ancho, y luego cada cuadrado se llama ma (間?), término escrito con el mismo carácter chino como ken. Los edificios tradicionales suelen medir un número impar de bahías , por ejemplo 3 × 3 o 5 × 5. Un tipo de puerta del templo llamada rōmon puede tener dimensiones que va de 5 × 2 bahías para las más comunes 3 × 2 bahías hasta incluso 1 × 1 bahía. El butsuden Zen en la ilustración mide 5 × 5 ken externamente porque su núcleo (moya) de 3 × 3 ken está rodeado por un pasillo de 1 ken llamado hisashi.
El valor de un ken puede cambiar de edificio en edificio, pero por lo general se mantiene constante dentro de la misma estructura. Sin embargo puede haber excepciones. Las dimensiones del pequeño honden de Kasuga Taisha, por ejemplo, son 1 × 1 ken, pero 1,9 × 2,6 en metros. En el caso del honden de Izumo Taisha, un ken es de 6,32 metros (20,7 pies), muy por encima de su valor normal.
La distancia entre pilares se estandarizó muy temprano y comenzó a ser utilizado como una unidad de medida. El área del terreno, en particular, se comenzó a medir usando el ken como base. La unidad nació de la necesidad de medir la superficie de la tierra para el cálculo de los impuestos. En la época de Toyotomi Hideyoshi (siglo XVI), el ken fue de aproximadamente 1,97 metros (6,5 pies), pero hacia 1650 el shogunato Tokugawa lo redujo a 1,818 metros (6 pies) específicamente para aumentar los impuestos. Después del período Edo, el ken comenzó a ser llamado kyōma (京間?).